# Рынок ценных бумаг
Ры́нок це́нных бума́г, фо́ндовый ры́нок (англ. securities market, англ. stock market, англ. equity market) — совокупность экономических отношений по поводу выпуска и обращения ценных бумаг между его участниками.

## Инфраструктура рынка ценных бумаг
| Часть          | Описание |
| -------------- | --- |
| Функциональная | Фондовые биржи, внебиржевые торговые системы, альтернативные торговые системы.                                                        |
| Инвестиционная | Банки, брокерские и дилерские компании, небанковские кредитно-финансовые организации (НКФО).                                          |
| Техническая    | Клиринговые и расчётные организации, депозитарии, регистраторы (то есть это те организации, которые способствуют организации сделок). |
| Информационная | Информационные и аналитические агентства (например, РБК), аналитические издания, деловая пресса (например, Financial Times).          |

## История
История рынка ценных бумаг насчитывает несколько веков. Его возникновение часто связывают с созданием в XV—XVI веках рынка государственных ценных бумаг. В этот период государства для привлечения дополнительных денежных средств, необходимых для покрытия дефицита денежных средств на государственные нужды, стали выпускать и размещать ценные бумаги как внутри страны, так и за рубежом. Например, в 1556 году возникла биржа в Антверпене, на которой осуществлялись операции по размещению государственных ценных бумаг. В начале XVI в. эволюция торговых операций привела к возникновению фондовых бирж.
В 1531 году итальянские купцы создали подобие биржи в Брюгге, игравшем значительную роль в международной торговле. Биржа в Брюгге являлась международной, на ней уделялось большое внимание обслуживанию иностранных торговцев. Совершенствование техники биржевых операций привело к появлению таких понятий, как биржевой бюллетень, официальные биржевые курсы. В 1592 году на этой бирже впервые был обнародован список стоимости ценных бумаг, продававшихся на данной бирже. Этот год считается годом зарождения фондовых бирж как специальных организаций, занимающихся куплей-продажей ценных бумаг.
В XVII веке центр биржевой торговли переместился в Нидерланды, где на товарной бирже, возникшей в 1611 году, велась торговля ценными бумагами. В первый биржевой бюллетень этой биржи вошли 25 нидерландских займов и четыре вида английских государственных облигаций.
Первые негосударственные ценные бумаги в виде акций появились в XVII веке на Амстердамской бирже. Начало торговле акциями на бирже положила Ост-Индская торговая компания, которая объявила о подписке на участие в прибылях компании. Ост-Индской компании было передано право торговли в Индии, а также все права, которыми обладала в Индии Нидерландская республика. Это вызвало всеобщий интерес к бумагам компании, и Амстердамская биржа стала центральным рынком акций Ост-Индской компании. На бирже в Амстердаме практиковались сделки с ценными бумагами не только за наличный расчёт, но и срочные сделки, что послужило формированию спекулятивного биржевого рынка.
Одновременно с биржами в Бельгии и Нидерландах возникает рынок ценных бумаг в других европейских государствах. В конце XVII — начале XVIII века в Англии начинают появляться всевозможные акционерные предприятия и акции этих компаний выходят на биржу. В это же время возникает и внебиржевой рынок (так называемый уличный рынок), сделки на котором лондонские брокеры заключали в кофейнях или прямо на улице. Широко распространившаяся торговля акциями привела к созданию и расцвету Лондонской биржи. В 1773 году лондонские брокеры арендовали часть Королевской биржи, организовав там Лондонскую фондовую биржу.
Во Франции формирование фондового рынка началось также в XVIII веке. В 1724 году в Париже по инициативе правительства была организована вексельно-фондовая биржа. Сделки на этой бирже разрешалось проводить только официальным маклерам. Спецификой первой французской биржи было отсутствие механизма гласного объявления цен и процедуры биржевой торговли. Позднее в 1777 году на этой бирже была организована специальная площадка для торговли ценными бумагами и введено правило открытого объявления цены. Организация и деятельность Парижской биржи были подчинены надзору со стороны правительства, что предполагало контроль за фондовым рынком страны.
С развитием рынка ценных бумаг в Германии, Австро-Венгрии, а также в США стали возникать как универсальные, товарно-фондовые, так и специализированные фондовые биржи.
Первая американская фондовая биржа возникла в 1791 году в Филадельфии, а в 1792 году в результате соглашения, подписанного 24 нью-йоркскими брокерами, появилась Нью-Йоркская биржа.
Основными фондовыми рынками в Европе в начале XIX века были Лондонская и Франкфуртская фондовые биржи. Последовавший далее период развития банковского сектора и строительства железных дорог привёл к дальнейшему развитию фондового рынка, где в качестве участников появились муниципальные образования.
В развитии биржевой торговли ценными бумагами наблюдались одинаковые тенденции, характерные для большинства развитых стран. Вначале на бирже торговали в основном облигациями, которые выпускались правительством, муниципалитетами, железнодорожными компаниями, а доля акций была небольшая. Однако в конце XIX века с развитием акционерной формы собственности акции стали преобладающим видом ценных бумаг на биржах. С середины XX века им на смену пришли опционы и фьючерсы, а в начале XXI века — синтетические деривативы, такие как кредитно-дефолтные свопы. В XX веке фондовый рынок продолжал развиваться не только количественно, но и качественно, благодаря появлению новых технологий. Для второй половины XX века характерно появление организованного внебиржевого рынка, основанного на компьютерных технологиях.

### Развитие рынка ценных бумаг в Российской Федерации
В условиях командно-распределительной экономики СССР движение финансовых потоков определялось решением партийных и финансово-экономических органов, поэтому условия для возрождения фондового рынка, который существовал до революции 1917 года, оставались неблагоприятными до начала 1990-х годов . На месте официального фондового рынка существовал лишь так называемый «чёрный» рынок. Рынок ценных бумаг (РЦБ) в России начал возрождаться в первой половине 1991 г. после того как было принято Постановление Совета Министров РСФСР № 601 от 25 декабря 1990 г. «Об утверждении Положения об акционерных обществах». Однако долгое время низкий уровень финансово-экономической грамотности населения страны в целом, не позволял рынку развиваться. Ситуацию также осложнили махинации с приватизацией в 1993—1994 годах. Динамичное развитие легитимного фондового рынка началось лишь после возобновления роста российской экономики в начале 2000-х годов.
- Март 1993 года — создание Федеральной комиссии по ценным бумагам и фондовым биржам при Президенте РФ[5].
- 1996—1997 годы — начало торговли негосударственными ценными бумагами на биржах Москвы. Федеральная комиссия по рынку ценных бумаг (ФКЦБ) начала лицензировать организацию торгов по ценным бумагам. К торгам подключались региональные валютно-фондовые биржи (Самара, Ростов-на-Дону, Санкт-Петербург, Нижний Новгород, Екатеринбург). На декабрь 1997 года на ММВБ обращались 50 видов акций 33-х корпоративных эмитентов и 100 облигаций 40 субъектов РФ.
- Август 1998 года — финансово-банковский кризис. После 17 августа средние дневные обороты рынка упали в несколько раз.
- 1999 год — рынок акций снова начал активно расти, быстро развивался и рынок корпоративных облигаций. Российские акции в 1999 г. были самыми быстрорастущими в мире. Одна из причин успеха — внедрение биржами листинга ценных бумаг, что означало наличие определённых гарантий качества финансовых инструментов.
- 2000 год — начало размещений на ММВБ облигаций ряда крупных российских банков и финансовых компаний (Внешторгбанк, Гута-банк, Кредит Свисс Ферст Бостон Капитал и др.).
- 2001 год — возможность заключать и исполнять сделки РЕПО с корпоративными ценными бумагами.
- 2002 год — начало торгов по облигациям внешних облигационных займов РФ (еврооблигациям).
- 2004 год — общий оборот сделок на фондовой секции ММВБ достиг $142 млрд. Был создан институт биржевых специалистов, призванный развивать ликвидность по акциям «второго эшелона».
- 2006 год — общий объём торгов на фондовом рынке составил более $500 млрд.
- 2007 год — общий объём торгов на фондовом рынке составил более $1,1 трлн.
- 2008 год — суммарный объём торгов на всех рынках группы ММВБ составил $5,8 трлн[6].

## Классификация

### Способы классификации
Существует множество способов классификации рынков ценных бумаг:
- По характеру движения ценных бумаг (первичный, вторичный).
- По виду ценных бумаг (рынок облигаций, рынок акций, рынок производных финансовых инструментов, рынок государственных и муниципальных ценных бумаг).
- По форме организации (организованный и неорганизованный)
- По форме обращения (биржевой и внебиржевой)
- По территориальному принципу (международные, мировые, национальные и региональные рынки).
- По эмитентам (рынок ценных бумаг предприятий, рынок государственных ценных бумаг и т. п.).
- По срокам (рынок кратко-, средне-, долгосрочных и бессрочных ценных бумаг).
- По видам сделок (кассовый рынок — подразумевает мгновенное исполнение сделок, форвардный рынок и т. д.).
- По другим критериям.

### Классификация по характеру движения ценных бумаг
- Первичный рынок (англ. primary market) — рынок, на котором происходит первичное размещение вновь выпущенных ценных бумаг. Это размещение может быть публичным (IPO) или закрытым, без широкого предложения неограниченному кругу лиц. Процедура первичного размещения может проходить через фондовую биржу или другим способом.
- Вторичный рынок (англ. secondary market) — рынок, на котором производятся сделки с ранее выпущенными и прошедшими процедуру первичного размещения ценными бумагами. На вторичный рынок приходится основной оборот сделок с ценными бумагами. Именно со вторичным рынком лучше всего знаком начинающий инвестор, поскольку вторичный рынок представлен прежде всего биржей.
- Третичный рынок охватывает торговлю, как правило незарегистрированными на бирже, то есть не прошедшими процедуру листинга, ценными бумагами[7]. Его также называют внебиржевым рынком или OTC (от англ. over the counter market)[8]. Третий рынок традиционно использовался в качестве площадки крупными пакетами акций между институциональными инвесторами. С развитием интернета он стал доступен для частных инвесторов.
- Четвёричный рынок (англ. fourth market) — это электронные системы торговли крупными пакетами ценных бумаг напрямую между институциональными инвесторами. Самые известные системы четвёртого рынка — InstiNet, POSIT, Crossing Network[9].

## Показатели состояния рынка ценных бумаг
Состояние рынка ценных бумаг можно оценить по нескольким основным показателям, рассчитываемым отдельно для рынка акций и для рынка долговых инструментов (преимущественно облигаций).
Основным из них является отношение капитализации рынка акций (облигаций) к ВВП (определяется как отношение объёма находящихся в обращении соответствующих ценных бумаг к ВВП).
Проблемы сравнения рынков акций (облигаций) для стран с формирующимися и развивающимися финансовыми рынками усложняются тем, что ликвидность этих рынков низка либо они практически неликвидны. Вследствие этого общий объём капитализации не является полностью информативным показателем относительно размера ликвидной массы акций (либо облигаций), принимающих участие в обращении. Поэтому реальное качественное состояние национального рынка ценных бумаг и уровень его стабильности можно определить, анализируя вместе с объёмом капитализации объём обращения акций (облигаций), что характеризует ликвидность рынка. Уровень ликвидности рынка определяется как отношение объёма оборота соответствующего финансового инструмента к объёму капитализации рынка.

## Модели рынка
Исторически существуют три условные модели фондового рынка в зависимости от банковского или небанковского характера финансовых посредников:
- Небанковская модель (например США) — в качестве посредников выступают небанковские компании по ценным бумагам.
- Банковская модель (например Германия) — посредниками выступают банки.
- Смешанная модель (например Япония) — посредниками являются как банки, так и небанковские компании.

## Регулирование рынка ценных бумаг
Задача регулирования рынка ценных бумаг — обеспечить финансовую безопасность участников и стандартизировать процедуры. А именно: защитить инвесторов, обеспечить бесперебойную и эффективную работу рынков, минимизировать воздействие неблагоприятной рыночной конъюнктуры на экономику, поддержать конкуренцию, предотвратить недобросовестную практику. Наиболее часто регулирующие органы обращают внимание на такие области, как раскрытие финансовой информации и инсайдерскую торговлю.

### Международные регулирующие органы
С целью выработки единых стандартов на рынках ценных бумаг, анализа и обобщения опыта работы на различных национальных рынках ценных бумаг созданы международные организации.
- Международная организация комиссий по ценным бумагам — объединяет национальные органы регулирования рынка ценных бумаг.

- Ассоциация участников международных фондовых рынков (ISMA). В ассоциации состоят крупнейшие банки-участники рынка еврооблигаций. Под управлением ISMA находится система TRAX, представляющая собой онлайновую систему, которая позволяет в реальном времени сопоставлять и подтверждать осуществляемые между дилерами операции[12].
- Международная ассоциация свопов и деривативов (ISDA) — саморегулируемая организация, занимающаяся преимущественно внебиржевыми рынками.

### Национальные регулирующие органы
Великобритания
- Управление по финансовому регулированию и надзору Великобритании (Financial Services Authority, FSA, с 2013 года Financial Conduct Authority, FCA)
- Саморегулирующаяся организация по ценным бумагам и фьючерсам (Securities and Futures Authority, SFA)[13]

Российская Федерация
- Банк России

США
- Комиссия по ценным бумагам и биржам (The United States Securities and Exchange Commission, SEC)
- Федеральная резервная система
- Комиссия по торговле товарными фьючерсами (Commodity Futures Trading Commission, CFTC), регулирующая торговлю фьючерсами и опционами[13].
- Национальная ассоциация дилеров по ценным бумагам (National Association of Securities Dealers, NASD) — до 2007 г.
- Регулирующий орган финансовой индустрии (Financial Industry Regulatory Authority, FINRA). Образовался в 2007 году в результате слияния NASD с регулятивным подразделением Нью-Йоркской фондовой биржи (New York Stock Exchange, NYSE).

### Контроль инвестиций
На российском РЦБ на инвесторов возлагается ответственность уведомлять регулирующие органы либо инвесторов, а в отдельных случаях также получать предварительное согласование на увеличение/уменьшение доли в уставном капитале организации.
| Отчет для        | Если | Порог (%)                                                      | ЦБ               | Тип эмитента                        | Обязанность |
| ---------------- | ---- | -------------------------------------------------------------- | ---------------- | ----------------------------------- | --- |
| Центральный Банк | <=>  | 5,10,15,20,25,30,50,75,95 (пересечение вверх и вниз, либо = 5) | Голосующие акции | Акции с обязательным хранением в ЦД | Уведомление пост-фактум |
| Центральный Банк | >    | 1 + каждое последующие увеличение доли                         | Обыкн. + Прив.   | Кредитные организации               | Уведомление пост-фактум |
| Центральный Банк | >    | 10,25,50,75                                                    | Обыкн. + Прив.   | Кредитные организации               | Требует предварительного согласования Примечание: (10 % может быть пост-фактум, если акции приобретены при первичном размещении) |
| ФАС              | >    | 25,50,75                                                       | Голосующие акции | Любой                               | Уведомление пост-фактум |
| ФАС              | =>   | 5                                                              | Обыкн. + Прив.   | Компании стратегического сектора    | Уведомление пост-фактум |
| ФАС              | >    | 25,50,75                                                       | Голосующие акции | Любой                               | Требует предварительного согласования                                                                                            |
| ФАС              | >    | 5,25,50                                                        | Голосующие акции | Компании стратегического сектора    | Требует предварительного согласования                                                                                            |
| ФАС              | =>   | 25 + каждое последующие увеличение доли                        | Голосующие акции | Компании стратегического сектора    | Требует предварительного согласования                                                                                            |
| Акционеры        | >    | 30,50,75,95                                                    | Голосующие акции | Любой                               | Уведомление пост-фактум |

## Правовое регулирование рынка ценных бумаг
Правовое регулирование рынка ценных бумаг является объектом изучения предпринимательского и гражданского права. В рамках предпринимательского права основное внимание уделяется предпринимательской деятельности субъектов рынка ценных бумаг, прежде всего деятельности профессиональных участников. Исследование же ценных бумаг как объектов права — предмет гражданского права.

### В России
Основными источниками правового регулирования рынка ценных бумаг в России являются:
1. Конституция РФ, ст. 8, 34, 35, 71, 74.
2. Гражданский кодекс РФ, Глава 7.
3. ФЗ «О рынке ценных бумаг» от 22 апреля 1996 года № 39-ФЗ.
4. ФЗ «Об акционерных обществах» от 26 декабря 1995 года № 208-ФЗ.
5. ФЗ «Об особенностях эмиссии и обращения государственных и муниципальных ценных бумаг» от 29 июля 1998 года № 136-ФЗ.
6. ФЗ «О защите прав и законных интересов инвесторов на рынке ценных бумаг» от 5 марта 1999 года № 46-ФЗ.
7. Постановление ФКЦБ РФ «Об утверждении положения о ведении реестра владельцев именных ценных бумаг» от 2 октября 1997 года № 27.
8. Постановление ФКЦБ РФ «Об утверждении положения о депозитарной деятельности» от 16 октября 1997 года № 36.
9. Приказ ФСФР РФ «Об утверждении положения о раскрытии информации эмитентами эмиссионных ценных бумаг» от 10 октября 2006 года № 17.
10. Приказ ФСФР РФ «Об утверждении стандартов эмиссии ценных бумаг и регистрации проспектов ценных бумаг» от 25 января 2007 года № 07/4.

## Фондовые рынки разных стран
Фондовый рынок США является одним из самых крупных и ликвидных в мире, а его регулирование представляет собой сложную систему. 5 апреля 2012 г. был подписан закон Jumpstart Our Business Startups Act, или JOBS Act, нацеленный стимулировать финансирование малого бизнеса в США через послабление достаточно большого количества правил по ценным бумагам для субъектов МСП. Этот закон значительно снижает требования к отчетности и надзору для этих компаний. К примеру, он позволяет компаниям с выручкой менее 1 млрд долл. США при выходе на биржу предоставлять отчетность за два года вместо стандартных трех. Кроме того, он значительно снижает требования к отчетности и надзору для этих компаний. До принятия JOBS Act в большинстве случаев только аккредитованные инвесторы могли инвестировать в стартапы.
Путем упрощения процедуры выхода на фондовый рынок для субъектов МСП пошла Польша. Так, Варшавская фондовая биржа еще в 2007 г. предложила эмитентам и инвесторам сегмент NewConnect, предназначенный для молодых быстроразвивающихся компаний, которым нужен капитал от 100 тыс. долл. США. NewConnect представляет собой альтернативную фондовую биржу, позволяющую небольшим компаниям размещать акции, обмен на которой проводится за пределами регулируемого рынка. Преимуществом NewConnect являются более низкие затраты для размещаемых компаний, а также упрощенные критерии входа и ограниченные требования к отчетности. Однако данная площадка была популярна лишь среди частных мелких инвесторов.
В связи с этим Варшавская фондовая биржа с целью завоевать доверие на рынке NewConnect и сделать рынок привлекательным для различных групп инвесторов, в том числе крупных, осуществила его перезапуск под названием NewConnect 2.0. Одним из основных столпов NewConnect 2.0 является назначение Совета Авторизованных советников. Он будет состоять из 12 членов, включая 9 Авторизованных советников. В обязанности совета будет входить выдвижение предложений относительно направления развития рынка, определение принципов деятельности Авторизованных советников, принятие мер, улучшающих качество услуг. Это сделано для того, чтобы Авторизованные советники брали на себя больше ответственности за данный рынок. Планируется, что это увеличит доверие к данному рынку и таким образом поспособствует привлечению крупных игроков. С 2013 г. число компаний, обращающихся на данной площадке, снизилось на 39 единиц или (24,49 %). Данный процесс обусловлен ужесточением правил отбора при входе на данную площадку. Кроме этого, для части компаний NewConnect становится лишь первым шагом перед листингом на Варшавской фондовой бирже. Но несмотря на это, площадка продолжает пользоваться популярностью. Так, с начала 2021 г. 13 компаний уже осуществило листинг. Площадка NewConnect зарекомендовала себя как эффективный инструмент привлечения финансирования для субъектов МСП, которая осуществляет свою работу на протяжении 14 лет.
В 2020 г. в мире было проведено 1 363 IPO, в ходе которых привлечено 268 млрд долл. США. В 2020 г. в Северной и Южной Америке показатели IPO и выручка увеличились на 30 % и 78 % соответственно. В Азиатско-Тихоокеанском регионе количество сделок увеличилось на 20 %, выручка — на 45 %. Между тем количество сделок в развивающихся странах выросло на 7 %, а выручка снизилась на 43 % по сравнению с 2019 г. Кризис заставляет компании искать новое дополнительное финансирование. Так, IPO позволяет привлекать деньги на более выгодных условиях. Однако, субъекты МСП редко используют данный способ привлечения капитала в компанию. Это обусловлено тем, что большинство предпринимателей боятся потерять контроль над организацией.